# Ен Бидерман
Ен Бидерман (енгл. Ann Biderman; 15. август 1951), је амерички писац филмског и телевизијског програма. Добитница је Награде Еми за изразита индивидуална достигнућа у писању епизоде серије Њујоршки плавци. Креирала је, написала и продуцирала драмску серију Реј Донован.